# Russula afronigricans
Russula afronigricans är en svampart som beskrevs av Buyck 1989. Russula afronigricans ingår i släktet kremlor och familjen kremlor och riskor.   Inga underarter finns listade i Catalogue of Life.